# Muurajaissaari
Muurajaissaari är en ö i Finland. Den ligger i sjön Pirttijärvi och Riihijärvi och i kommunen Jämsä i landskapet Mellersta Finland, i den södra delen av landet, 170 km norr om huvudstaden Helsingfors. Öns area är 2 hektar och dess största längd är 230 meter i sydöst-nordvästlig riktning.